# Kanslersrätten

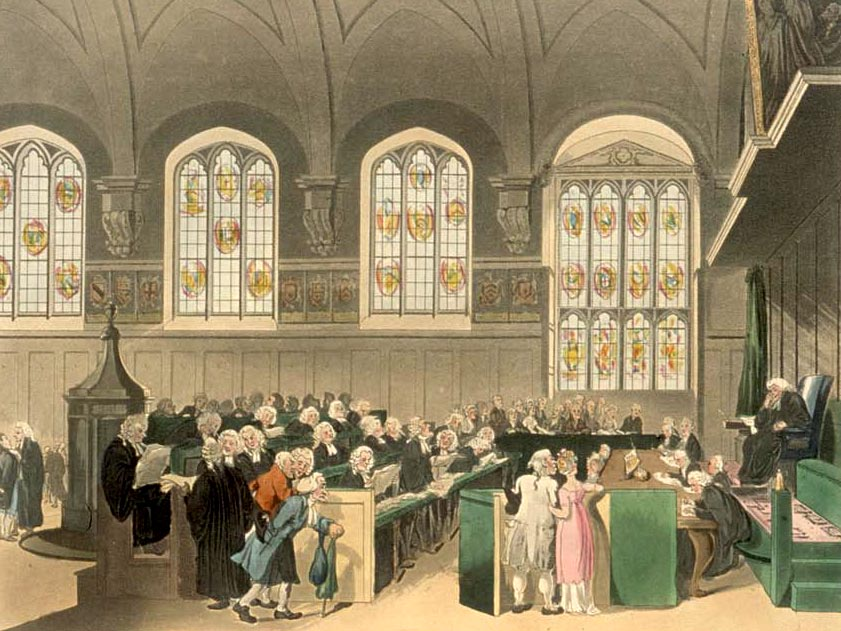
Kanslersrätten, London, tidigt 1800-tal

Kanslersrätten var en av domstolarna i England och Wales som behandlade frågor inom billighetsrätten (equity).